# Événements d'octobre 1988 en Algérie
 (octobre 2010).
Les événements d'octobre 1988, ou plus brièvement octobre 88, désignent une période durant laquelle se déroulent, en Algérie, des manifestations sporadiques et incontrôlées dans plusieurs villes du pays. Les manifestants ont détruit plusieurs infrastructures de l'État algérien et des biens. L'Armée algérienne sort de sa réserve pour contrôler la situation. La crise, qui dure plusieurs jours, touche particulièrement les grandes villes : Alger, Annaba, Oran, Constantine, Tizi Ouzou, Béjaïa.

## Historique
Ce qu'on a appelé les Événements d'octobre 1988 ou les événements d'octobre surviennent après une série d'explosions récurrentes : Kabylie (1980), Oran et Saïda (1982), Oran (1984), Alger (Casbah) 1985, Constantine et Sétif (1986). La grève de Rouïba (septembre-octobre 1988) indique que le défi social tend à devenir le problème majeur d'un régime tiraillé par les luttes sournoises entre différentes factions, dont la plus importante oppose le Président Chadli Bendjedid (1979–1992) à l'oligarchie du parti unique FLN qui contrôle à la fois le syndicat UGTA et l'Organisation des anciens moudjahidine (ONM).
Absent de la capitale de juin à septembre, le président Chadli convoque une réunion des cadres le 19 septembre et prononce un discours virulent contre l'immobilisme du parti et du gouvernement. Les émeutes éclatent à partir du 2 au 3 dans les lycées Abane Ramdane (El-Harrach) et les Eucalyptus (Bourouba) dans la banlieue d’Alger, ensuite elle se propage dans la nuit du 4 au 5 octobre dans le quartier populaire de Bab-El-Oued à Alger, puis s'étend rapidement à d'autres grands centres urbains du Nord du pays, notamment Oran. Des voitures sont incendiées et des magasins vandalisés. Le lendemain matin, les troubles prennent une ampleur nouvelle lorsque des jeunes décident de s'en prendre à des bâtiments publics : des commissariats, des locaux municipaux et départementaux du FLN, ceux du ministère de la Jeunesse et des Sports, de l'Éducation et des Transports, des souk el fellah (épicerie d'État) sont saccagés. Les manifestants finissent même par prendre le contrôle de certains quartiers au moyen de barrages et de contrôles d'identité. Les émeutiers sont pour la plupart jeunes et issus des quartiers populaires d'Alger. Leur action largement spontanée et peu structurée propose une critique désarticulée du pouvoir (des caricatures du chef de l'État et de sa femme, affublés d'un corps d'âne, s'exposent sur les murs des quartiers pauvres d'Alger), sans pour autant opposer de revendications précises. Aucun groupe social particulier ne se distingue entre les jeunes chômeurs, les lycéens, les étudiants ou les hittistes, « ceux qui tiennent le mur ». Les premiers émeutiers n'ont aucun lien avec l'Union nationale de la jeunesse algérienne (UNJA), la mouvance islamiste ou le parti communiste (PAGS). Politiquement inorganisés et dépourvu de la médiation d'organisation sociale ou politique, ils prennent le contrôle de la rue jusqu'au 10 octobre, jour où la répression militaire atteint son paroxysme.

### État de siège
Le 6 octobre, le président proclame l'État de siège et en confie la responsabilité au général Khaled Nezzar. La cellule de crise créée la veille fonctionne sans le Premier ministre Abdelhamid Brahimi et sans Mohamed Chérif Messaadia, responsable du parti. 10 000 soldats sont alors déployés à Alger.

## Une tentative de politisation des émeutes par la nébuleuse islamiste
L'appropriation du mouvement par les islamistes a été abondamment soulignée. Ce point mérite cependant d'être nuancé : les islamistes forment une entité hétérogène et peine à définir une stratégie claire à adopter ; les revendications qu'ils formulent sont doubles, portant d'abord sur la dénonciation de la répression, laquelle sert de tremplin pour formuler un projet politique de sortie de crise fondé sur un retour à la tradition religieuse ; enfin, les islamistes n'ont pas le monopole des tentatives d'appropriation politique des émeutes : les journalistes, les avocats, des universitaires et des médecins, le Parti de l'avant-garde socialiste, la Ligue des droits de l'homme algérienne, des « berbéristes », ou encore d'anciens hommes d'État en exil apportent leur soutien aux jeunes émeutiers auxquelles ils entendent fournir une parole politique consistante.
Plusieurs imams prennent des initiatives dès le déclenchement des émeutes le mercredi 5 octobre. Leur proximité avec le pouvoir politique constitué est déterminante quant à la nature de leur implication. Les « imams fonctionnaires », rétribués et encadrés par le ministère des Affaires religieuses sont sollicités par les responsables locaux du FLN pour lancer des appels au calme et à la prudence. Les initiateurs des troubles sont ainsi pour l'essentiel des imams indépendants. Deux « manifestations » le vendredi 7 octobre, jour de la grande prière, et le lundi 10, voient l'irruption des chefs religieux dans le déroulement de l'émeute. Le 7 octobre, après que les foules se soient massées autour des mosquées pour écouter les premiers prêches depuis le début des émeutes, les fidèles marchant ensemble vers l'hôpital Mustapha Pacha pour exiger la remise des corps des victimes entreposés à la morgue. Ici et là, des slogans religieux ou dénonçant la répression sont scandés. Un important dispositif sécuritaire est déployé à l'entrée des mosquées et aux alentours des manifestants, qui finissent par se disperser dans le calme. Les figures de proue religieuses ayant influencé le cours des événements ce jour-là sont Ali Benhadj, jeune prédicateur contestataire de Bab El Oued, Ahmed Sahnoune, pionnier de l'islamisme algérien contemporain, et Abassi Madani. Il est difficile d'apprécier le caractère prémédité et organisé de la « manifestation », celle-ci se greffant sur la prière hebdomadaire et chacun des meneurs agissant de manière peu ou pas concertée. Les événements du 10 octobre sont d'une autre ampleur. Des tracts anonymes attribués à Ali Benhadj et appelant à une marche de protestation contre la répression et pour la défense de l'islam sont distribués le 9 et 10 dans les mosquées d'Alger. Toutefois, cette initiative n'a pas fait l'objet d'une concertation collective : le prédicateur Ahmed Sahnoun s'y oppose en dénonçant son inconséquence. L'opportunité d'une manifestation est vivement débattue et son déroulement le 10 est très confus. Il est ainsi difficile de distinguer ce qui relève de la manifestation à part entière et du simple retour collectif à la maison après la prière. L'ampleur de la foule marchant dans la même direction et scandant des slogans en chœur doit être apprécié au regard des fidèles sortant de la mosquée. La répression qui était interdite compte tenu de l'état de siège, est meurtrière : une trentaine de morts environ aurait été à déplorer ce jour-là. Les rassemblements du 7 et 10 octobre sont marqués par l'improvisation, les initiatives individuelles et la répression, démentant ainsi l'image d'une masse d'émeutiers puissamment encadrée par les islamistes.

## Multiplication des mobilisations tendant à donner une signification politique aux émeutes
La prééminence donnée au rôle des islamistes dans le processus de politisation de l’émeute s'explique par le rôle majeur qu'ils joueront ultérieurement dans la transition démocratique. Toutefois sur le moment, une constellation de collectifs manifestent publiquement leur solidarité aux émeutiers. Cette mobilisation multi-sectorielle réunit des acteurs préalablement organisés et dont l'implication dans l'espace public a déjà été actée : avocats, médecins, journalistes, étudiants, universitaires, militants de la Ligue algérienne pour la défense des droits de l'homme (LADH), les « berbéristes », membres du Parti de l'avant-garde socialiste (PAGS, communiste), anciens hommes d'États en exil comme le premier président algérien Ahmed Ben Bella et le fondateur du Front des forces socialistes (FFS) Hocine Aït-Ahmed. Ces mobilisations ne se déploient qu'après la journée sanglante du 10 octobre sous des formes diverses : la rue est peu investie à cause de la répression, bien que des sit-in étudiants aient lieu. Les regroupements se font sur un mode plus confidentiel, dans des lieux privés ou a priori à l'abri de toute intervention militaire ou policière (salles de rédaction de presse, amphithéâtres ou encore cimetières). Des communiqués de presse et des lettres ouvertes sont rédigés, des pétitions adressées à l'Assemblée populaire nationale. Enfin la Ligue algérienne des droits de l'homme rédige, à l'appui de sources médicales, un rapport sur la torture exercée à l'encontre des émeutiers arrêtés. Des journaux tels que le très officiel El Moudjahid ou Algérie-Actualité se font l'écho du travail de la commission d'enquête de la LADH en divulguant des extraits accablants du rapport.
La majorité des réactions se cristallisent d'abord sur la dénonciation de la répression. Des universitaires algérois créent avec le concours de médecins un Comité national contre la torture, qui apporte son expertise à la rédaction du rapport de la LADH. Des avocats prennent gracieusement la défense de jeunes émeutiers victimes de mauvais traitements. Les lettres publiques adressées au président, les journaux aux lignes éditoriales habituellement distantes à l'égard du pouvoir rapportent les arrestations arbitraires, les actes de tortures et les sévices subis en détention par les jeunes émeutiers.
La protestation contre la rigueur de la répression constitue un levier à l'extension des revendications. Surtout, l'engagement de couches sociales difficilement disqualifiables confère à l'émeute initiale, désorganisée et privée de parole politique consistante, une légitimité et une visibilité qui vont modifier la signification des événements. Conjugué à l'action des islamistes, un recadrage politique est opéré sur ce qui était au départ présenté par le gouvernement et le FLN comme des actes gratuits de pur vandalisme, perpétrés par des « voyous » désœuvrés, auxquels seule une réponse répressive constituait une alternative crédible. L'émoi suscité par la violence de la répression joue comme un tremplin à la formulation de revendications qui dépassent la simple dénonciation des violences institutionnelles. Progressivement, les différents acteurs en arrivent à présenter comme solution générale de sortie de crise une entreprise de libéralisation politique pour les uns, et de retour à la tradition avec une société basée sur l'islam pour les autres. Pour exemple, les journalistes contestent le caractère exclusif et non représentatif de l'organisation à laquelle ils sont rattachés, l'Union des journalistes, écrivains et interprètes (UJET), « prolongement naturel du parti » d'après les statuts du FLN. Médecins, étudiants ou encore universitaires réclament la fin du monopole des structures dépendantes du parti unique comme l'Union générale des travailleurs algériens (UGTA) ou l'Union générale des étudiants algériens (UGEA). Au-delà des revendications catégorielles s'élèvent des critiques plus larges et plus frontales du régime, appelant à l'instauration des libertés démocratiques et dénonçant la dégradation des conditions de vie de la population. Les émeutiers ne sont ainsi plus de quelconques fauteurs de troubles, mais les victimes d'un système politique inique. Les figures de proue de la rébellion religieuse suggèrent quant à elles un retour vers un modèle de société fondé sur l'islam. L'application de la choura (la consultation), la purification des mœurs, la moralisation de la vie politique et l'introduction d'une dimension de justice dans les rapports économiques constituent les principales voies de sortie de ce qui est perçu comme une crise profonde, manifestée par « la dépravation politique et les luttes internes aux appareils d'État ». Les principaux animateurs de la mobilisation islamiste, à l'instar d'Ali Benhadj, exigent la fin de l'État de siège, l'amnistie de tous les détenus politiques, des actions visant à promouvoir l'enseignement de l'islam et l'élévation de la sensibilité islamique du peuple, ou encore la liberté de propager l'islam sans aucune restriction.
L'amplification de l'événement et ses effets institutionnels ultérieurs, notamment l'instauration du pluralisme partisan s'explique ainsi largement par le fait que des acteurs à l'expérience militante solide, préalablement politisés, sont parvenus à s'imposer comme les porte-parole des émeutiers au départ dépourvus de mot d'ordre clair ou de revendications précises. Les similarités des revendications qui finissent par être formulées en 1988 avec des revendications déjà exprimées dans les années antérieures sont à ce titre frappantes. En effet, une partie des acteurs mobilisés en octobre et novembre 1988 se sont saisis du nouveau contexte créé par les émeutes et leur répression comme d'une « opportunité » pour faire valoir des revendications anciennes et se ménager une place dans le débat public en construction.

## Bilan

### Victimes
Le bilan officiel donne « cent cinquante-neuf morts dont cinq éléments des services de sécurité, cent cinquante-quatre blessés et cent soixante et un milliards de centimes de dégâts occasionnés aux édifices publics et aux biens publics et privés », plus de 500 morts d’après les sources hospitalières, des milliers d’arrestations, et les personnes libérées témoignent des tortures subies.

### Effondrement du parti unique
Si l'automne 1988 voit se préciser les revendications sur la libéralisation du régime, personne ne songe néanmoins à réclamer clairement l'instauration du pluralisme partisan. Ce n'est qu'à l'issue d'un processus complexe que ce dernier aboutit à l'été 1989, après plus de 25 ans de monopole politique du FLN. L'émeute initiale qui se déroule du 5 au 10, ré-appropriée dans les mois qui suivent par des acteurs politiques organisés a donc pu avoir des effets institutionnels indirects. L'instauration du pluralisme n'apparaît alors que comme un complément. Le responsable du parti, Mohamed Chérif Messaadia, le chef de la police politique, Lakehal Ayat, ainsi que le ministre de l'Intérieur, El-Hadi Lekhdiri, sont limogés à la fin du mois d'octobre. Les islamistes de même que les berbéristes activent au grand jour. La nouvelle Constitution de février 1989 leur donne une assise légale avant que l'affrontement avec l'État commence en 1991, de façon violente pour les premiers, et en 2001 (Printemps noir de 2001-2002) sous forme d'une « dissidence citoyenne » pour les seconds.
Le gouvernement Hamrouche (1989-1991), porteur d'un esprit de réformes, va être contrecarré dans ses projets par les réseaux clientélistes liés aux clans militaires. La logique sécuritaire, si elle consacre l'immobilisme politique et économique, ne ralentit pas pour autant le rythme des affaires. Une loi amnistiant ces crimes a été promulguée en 1990.
Vingt ans après, la polémique sur les instigateurs est toujours vivace. Le général en retraite, Khaled Nezzar, après avoir été débouté, en 2002, à Paris contre Habib Souaïdia, la relance en accusant les « réformateurs » d'être derrière les « évènements ».

### Services de renseignement
Les événements d'octobre 1988 ne sont pas anticipés par la Sécurité militaire, qui est alors réorganisée. Il est créé le Département du renseignement et de la sécurité (DRS), le Général Toufik en prend la direction en 1990.

### L'oubli
Avec l'élection d'Abdelaziz Bouteflika en 1999, le 5 octobre 1988 est banalisé, même diabolisé. Pour Ahmed Ouyahia, cette date est le début de l'installation de « l'anarchie, de l'incivisme, du rejet de la loi et des velléités d'imposer la dictature de la rue ». Au plan du droit et des libertés, rien n’a vraiment changé,.

## Les événements d'octobre 1988 dans la culture populaire
La Stan Smith est l'un des symboles de la jeunesse révoltée d'octobre 1988. Dans les rues d'Alger et des grandes villes du pays, des milliers de jeunes scandaient « Celui qui n'a pas de Stan Smith n'est pas un homme », dans les stades, les jeunes, en plein match, brandissent fièrement leurs baskets Adidas Stan Smith.